# Världsmästerskapen i hastighetsåkning på skridskor 1900
De elfte världsmästerskapen i hastighetsåkning på skridskor  1900 för herrar anordnades i  Kristiania  i  Norge 24 - 25 februari. 12 tävlande deltog, samtliga från Norge.

## Resultat
- - 500 m
- 1 Peder Østlund  Norge  – 46,4
- 2 Alfred Ingvald Næss  Norge  – 47,2
- 3 Edvard Larsen Engelsaas  Norge  – 47,4
  - 1 500 m
- 1 Edvard Larsen Engelsaas  Norge  – 2.38,4
- 2 Alfred Ingvald Næss  Norge  – 2.42,0
- 3 Rudolf Gundersen  Norge  – 2.43,0
  - 5 000 m
- 1 Edvard Larsen Engelsaas  Norge  9.34,2
- 2 Peder Østlund  Norge  – 9.43,0
- 3 Rudolf Gundersen  Norge  – 9.49,0
  - 10 000 m
- 1 Edvard Larsen Engelsaas  Norge  – 20.09,4
- 2 Carl M Frantzen  Norge  - 20.12,2
- 3 Rudolf Gundersen  Norge  – 20.36,6
  - Sammanlagt
- 1 Edvard Larsen Engelsaas  Norge, världsmästare.
- 2 Alfred Ingvald Næss  Norge
- 3 Rudolf Gundersen  Norge
  - För att få titeln världsmästare krävdes enligt då gällande regler att man vunnit minst tre distanser.